# Thomas Bentley
Thomas Bentley (Londra, 1880 – Warwickshire, 1950) è stato un regista, sceneggiatore e attore inglese.

## Biografia
Nato nel 1880 a Londra, aveva studiato ingegneria, ma lasciò presto quella professione per dedicarsi al palcoscenico, diventando un conosciuto attore di vaudeville specializzato in personaggi tratti dalle opere di Charles Dickens.
Iniziò la sua carriera cinematografica all'epoca del muto, sceneggiando e interpretando nel 1912 Leaves from the Books of Charles Dickens. La sua passione per Dickens non venne mai meno e Bentley lavorò a numerose trasposizioni delle sue opere per lo schermo. Diresse quasi settanta pellicole e ne firmò una decina come sceneggiatore. Oltre al suo esordio come attore (che resta la sua unica prova di attore cinematografico), fu anche produttore, nel 1936, di un solo film. Nella seconda metà degli anni venti, forse memore dei suoi studi di ingegneria, diresse tre film dal sonoro sperimentale che utilizzavano il sistema Phonofilm inventato da Lee De Forest: The Man in the Street (1926), The Antidote (1927) e Acci-Dental Treatment (1929).
Dopo essersi ritirato dagli schermi nei primi anni quaranta, diventò consulente tecnico del BFI, l'ente cinematografico del Regno Unito.
Thomas Bentley morì nel 1950 all'età di 70 anni in Inghilterra, nel Warwickshire.

## Filmografia
La filmografia - basata su IMDb - è completa. 

### Regista
- Oliver Twist (1912)
- David Copperfield (1913)
- The Old Curiosity Shop (1913)
- The Chimes - cortometraggio (1914)
- Barnaby Rudge, co-regia Cecil M. Hepworth (1915)
- Hard Times (1915)
- A Soul for Sale (1915)
- Beau Brocade
- Milestones (1916)
- The Labour Leader
- Daddy (1917)
- Les Cloches de Corneville (1917)
- Once Upon a Time (1918)
- The Divine Gift
- The Lackey and the Lady (1919)
- General Post (1920)
- Beyond the Dreams of Avarice
- The Old Curiosity Shop (1921)
- The Adventures of Mr. Pickwick
- A Master of Craft
- Through Fire and Water (1923)
- Shadow of Death
- The Battle of Love (1923)
- The Courage of Despair
- The Last Stake
- The Velvet Woman
- Secret Mission - cortometraggio (1923)
- Old Bill Through the Ages
- Love and Hate (1924)
- Wanted, a Boy
- After Dark  (1924)
- The Cavern Spider
- Chappy: That's All
- Money Isn't Everything (1925)
- A Romance of Mayfair
- White Heat (1927)
- The Man in the Street (1926)
- The Antidote (1927)
- The Silver Lining (1927)
- Not Quite a Lady
- Acci-Dental Treatment - cortometraggio (1929)
- The American Prisoner
- Harmony Heaven
- Young Woodley
- Compromising Daphne
- Hobson's Choice
- Keepers of Youth (1931)
- Sleepless Nights
- After Office Hours (1932)
- Hawley's of High Street (1933)
- The Love Nest (1933)
- The Scotland Yard Mystery
- Those Were the Days
- The Great Defender
- The Old Curiosity Shop (1934)
- Royal Cavalcade
- Music Hath Charms (1935)
- She Knew What She Wanted
- Sherlock Holmes alle corse (Silver Blaze) (1937)
- The Angelus (1937)
- The Last Chance (1937)
- Marigold
- Night Alone
- Me and My Pal
- Lucky to Me
- Dead Man's Shoes
- The Middle Watch
- Three Silent Men
- Old Mother Riley's Circus

### Sceneggiatore
- Leaves from the Books of Charles Dickens (1912)
- Oliver Twist, regia di Thomas Bentley (1912)
- David Copperfield, regia di Thomas Bentley (1913)
- The Old Curiosity Shop, regia di Thomas Bentley (1913)
- The Chimes, regia di Thomas Bentley (1914)
- Barnaby Rudge, regia di Cecil M. Hepworth e Thomas Bentley (1915)
- Hard Times, regia di Thomas Bentley (1915)
- The Lackey and the Lady, regia di Thomas Bentley (1919)
- Keepers of Youth, regia di Thomas Bentley (1931)
- After Office Hours, regia di Thomas Bentley (1932)

### Attore
- Leaves from the Books of Charles Dickens (1912)

### Produttore
- She Knew What She Wanted